# Campeonato Mundial de Vuelo a Vela de 1963
El Campeonato Mundial de Vuelo a Vela de 1963 fue realizado del 10 al 24 de febrero en la ciudad de Junín, Argentina. Se utilizaron las instalaciones del Club de Planeadores de Junín, ubicado junto al parque natural Laguna de Gómez.
Fue la IX edición del Campeonato Mundial de Vuelo a Vela, el primero que se realizó fuera de Europa, y el primero realizado en Sudamérica.
Participaron 23 países representados por 63 pilotos con 23 diferentes modelos de planeadores. Al igual que en los dos campeonatos anteriores, realizados en Alemania y en Polonia, se compitió en las clases "Abierta" y "Standard".
El alemán Heinz Huth obtuvo el primer puesto en la clase Standard con un planeador Alexander Schleicher Ka-6CR PE, mientras Edward Makula, de Polonia, logró el primer puesto en la clase Abierta con un SZD-19-2a Zefir 2. En este torneo, Heinz Huth obtuvo la distinción de ser el primer piloto en obtener el título de campeón dos veces de forma consecutiva.
Algunas marcas logradas:
- El vuelo más veloz: Lo logró Jerzy Popiel, de Polonia, el 19 de febrero a bordo de un SZD-19-2a Zefir 2, con una velocidad media de 95,355 km/h. El piloto obtuvo además el récord nacional polaco de triángulo de 300 km.
- El vuelo más largo: Fue realizado por el Edward Makula, de Polonia, el 20 de febrero, logrando recorrer 716 km. Aterrizó en la localidad de El Nochero, cercano a Santa Margarita, provincia de Santa Fe, lindando con los límites de Santiago del Estero y Chaco;.
- La mayor altura lograda: La alcanzó Harald Tandefelt, de Finlandia, el 16 de febrero. Volando en nubes llegó a los 7.500 metros de altitud a bordo de un PIK 16C Vasama. Con ese vuelo logró obtener además el diamante de 5.000 metros ganados.